# 古晋回教资讯中心
古晋回教资讯中心，或古晋伊斯兰教资讯中心，简称IIC，是一所位于马来西亚砂拉越古晋王长水路，于2008年8月17日正式开业的宗教中心，致力于促进人们能更好地理解超越所有文化的伊斯兰理想、原则和价值观。资讯中心的建筑设计以伊斯兰教的普遍性为基础，融合了马来人、华人、伊班人和比达友族的建筑风格以及乌鲁族的设计。由于入口处采用了中式建筑，因此不知情的人们以为这是一间中国寺庙。中心的两家研讨会中心则采用比达友族的“巴洛”作为主要设计。